# GHE Nr. 21 und 22
Die GHE 21 und 22 waren zwei fünfachsige Schmalspurdampflokomotiven für Meterspur der Gernrode-Harzgeroder Eisenbahn-Gesellschaft (GHE).

## Geschichte
Die zwei fünffach gekuppelten Heißdampflokomotiven mit einem Luttermöller-Achsantrieb auf der ersten und fünften Achse wurden 1928 von Orenstein & Koppel unter der Fabrik-Nr. 11746 und 11747 für die Selketalbahn gebaut.
Die beiden Lokomotiven, die sich im Einsatz auf der Selketalbahn bewährten, wurden 1946 ebenso wie fast der gesamte restliche Fahrzeugpark der GHE als Reparationsleistung in die UdSSR gebracht.

## Konstruktion
Treibachse war die dritte Achse, während die zweite und vierte Achse über Kuppelstangen angetrieben waren und ihrerseits wieder die Endachsen antrieben. Der innenliegende Rahmen war zum Unterschied ähnlicher Lokomotiven gleicher Bauart nicht als Wassertank ausgebildet, dafür reichten die Wasserkästen rechts und links des Kessels bis zur Rauchkammer. Die Kohlen wurden an der Rückseite des Führerhauses gelagert. Die Lokomotiven verfügten über eine Saugluftbremse, wobei nur die drei gekuppelten Achsen gebremst waren. Auf dem Kessel lagen der Dampfdom und zwei Sandkästen.